# Patrimoni dell'umanità del Burkina Faso
I patrimoni dell'umanità del Burkina Faso sono i siti dichiarati dall'UNESCO come patrimonio dell'umanità in Burkina Faso, che è divenuto parte contraente della Convenzione sul patrimonio dell'umanità il 2 aprile 1987.
Al 2024 i siti iscritti nella Lista dei patrimoni dell'umanità sono quattro, e altrettante sono le candidature per nuove iscrizioni. Il primo sito, le Rovine di Loropéni, è stato iscritto nella lista nel 2009, durante la trentatreesima sessione del comitato del patrimonio mondiale. Otto anni dopo, nella quarantunesima sessione, il Parco nazionale di Arly, in quanto componente del più esteso sito transfrontaliero denominato Complesso W-Arly-Pendjari, è divenuto il secondo sito burkinabè riconosciuto dall'UNESCO. Il terzo patrimonio è costituito dagli Antichi siti metallurgici del ferro del Burkina Faso, inclusi nella lista nel 2019 dalla quarantatreesima sessione del comitato. Il patrimonio aggiunto più di recente è stata la Corte reale di Tiébélé, iscritta nella lista nel 2024 durante la quarantaseiesima sessione. Tre siti sono considerati culturali, secondo i criteri di selezione, uno naturale; uno è parte di un sito transnazionale.

## Siti del Patrimonio mondiale
| Foto | Sito                                                 | Luogo                                                                                         | Tipo                          | Anno | Descrizione |
| ---- | ---------------------------------------------------- | --------------------------------------------------------------------------------------------- | ----------------------------- | ---- | --- |
|      | Rovine di Loropéni                                   | Loropéni                                                                                      | Culturale (1225; iii)         | 2009 | Il sito di 11 130 m² con le sue imponenti mura in pietra è la meglio conservata delle dieci fortezze dei Lobi e fa parte di un più ampio gruppo di 100 recinti in pietra che testimoniano la potenza del commercio trans-sahariano dell'oro. Situato vicino ai confini della Costa d'Avorio, del Ghana e del Togo, è stato recentemente dimostrato che le rovine hanno almeno 1000 anni. L'insediamento fu occupato dai popoli Lohron o Koulango, che controllarono l'estrazione e la trasformazione dell'oro nella regione quando raggiunse il suo apogeo dal XIV al XVII secolo. Molto mistero circonda questo sito, gran parte del quale deve ancora essere scavato. |
|      | Complesso W-Arly-Pendjari                            | Provincia di Gourma, Provincia di Kompienga, Provincia di Tapoa (condiviso con Benin e Niger) | Naturale (749; ix, x)         | 2017 | Questa estensione transnazionale al Parco nazionale W del Niger copre un'ampia distesa di savana sudanese-saheliana intatta, con tipi di vegetazione che includono praterie, arbusti, savana boscosa ed estese foreste a galleria. Comprende il più grande e importante continuum di ecosistemi terrestri, semi-acquatici e acquatici nella cintura della savana dell'Africa occidentale. Il sito è un rifugio per specie selvatiche scomparse altrove nell'Africa occidentale o altamente minacciate. Ospita la più grande popolazione di elefanti dell'Africa occidentale e la maggior parte dei grandi mammiferi tipici della regione, come il lamantino africano, il ghepardo, il leone e il leopardo. La parte burkinabé del sito s'incentra intorno al Parco nazionale di Arly. |
|      | Antichi siti metallurgici del ferro del Burkina Faso | Békuy, Douroula, Kaya, Kindibo, Yamana                                                        | Culturale (1602; iii, iv, vi) | 2019 | Questo sito è composto da cinque elementi dislocati in diverse province del paese. Comprende una quindicina di forni a tiraggio naturale in piedi, diverse altre strutture di forni, miniere e tracce di abitazioni. Douroula, che risale all'VIII secolo a.C., è la più antica testimonianza dello sviluppo della produzione di ferro trovata in Burkina Faso. Gli altri componenti della proprietà - Tiwêga, Yamané, Kindibo e Békuy - illustrano l'intensificazione della produzione di ferro durante il secondo millennio d.C. Anche se la riduzione del minerale di ferro - ottenere ferro dal minerale - non è più praticata oggi, i fabbri di villaggio svolgono ancora un ruolo importante nella fornitura di strumenti, mentre prendono parte a vari rituali.                |
|      | Corte reale di Tiébélé                               | Tiébélé                                                                                       | Culturale (1713; iii)         | 2024 | Il sito è un complesso architettonico in terra fondato a partire dal XVI secolo che testimonia l'organizzazione sociale e i valori culturali del popolo Kassena. Racchiusa da un muro di protezione, la Corte reale è costituita da un insieme di edifici disposti in concessioni distinte separate da muri e passaggi che conducono a luoghi cerimoniali e di ritrovo all'esterno del complesso. Costruite dagli uomini della Corte reale, le capanne vengono poi adornate con decorazioni dal significato simbolico dalle donne, che sono le uniche depositarie di questo sapere e vigilano sul mantenimento vivo di questa tradizione. |

## Siti candidati
| Foto | Sito                                                                   | Luogo                                          | Tipo                      | Anno       | Descrizione |
| ---- | ---------------------------------------------------------------------- | ---------------------------------------------- | ------------------------- | ---------- | --- |
|      | Necropoli di Bourzanga                                                 | Bourzanga                                      | Culturale (56; iii, vi)   | 09/04/1996 | L'insieme che costituisce le necropoli di Bourzanga comprende due gruppi di siti, ciascuno appartenente a una comunità di popolazione diversa: le necropoli con le giare dogon e la necropoli reale con le stele kurumba. |
|      | Riserva della biosfera della Mare aux Hippopotames di Bala             | Dipartimento di Padéma, Dipartimento di Satiri | Naturale (5655; ix, x)    | 24/01/2012 | La riserva comprende una foresta di stagno di 660 ha e pianure alluvionali lungo le linee di drenaggio di 864 ha. La vegetazione acquatica e quella delle zone alluvionali è costituita da specie galleggianti (Prapia stratioides, Eschornia matans azola, Neptunia, Ipomea), un fitto boschetto composto da Ficus congensis, Canthium cornelia e una fitta formazione erbacea composta da Vetiveria nigratana e Hyparrhenia rufa. Il resto della riserva comprende 1756 ettari di foresta a galleria e 11 000 ettari di bosco di savana. Lo stagno è un'importante area di migrazione degli uccelli (più di 160 specie di cui 27 specie di uccelli acquatici e 133 specie di uccelli della savana). Area di habitat paludosi altamente diversificati, questa Riserva della biosfera ha un caratteristico potenziale faunistico di mammiferi di 16 specie ed è famosa per i suoi ippopotami. |
|      | Incisioni rupestri del Sahel burkinabè: Pobé-Mengao, Arbinda e Markoye | Arbinda, Markoye, Pobé-Mengao                  | Culturale (5657; ii, iii) | 24/01/2012 | Questi insiemi di siti si trovano nel Sahel burkinabè, una zona di confine con Mali e Niger. C'è un continuum di siti in cui l'arte parietale è dominante con un repertorio iconografico e una tecnica di lavoro quasi simili. In Burkina, l'arte rupestre ha due componenti: incisioni e pitture. |
|      | Sya, centro storico di Bobo-Dioulasso                                  | Bobo-Dioulasso                                 | Culturale (5658; iii, iv) | 26/05/2006 | Il villaggio di Sya o Dioulassoba è il nucleo originario della città di Bobo-Dioulasso, la capitale economica del Burkina Faso. Sya è composta da tre villaggi, Kibidoué e Tiguisso, che si contengono l'origine di Sya e il villaggio bobo-dioula. Questi tre villaggi hanno dato vita a diciotto famiglie, di cui quattro a Konsa, sei a Tiguisso e otto a Kibidoué. Questi villaggi hanno ciascuno una casa madre che è quella del fondatore o del primogenito della stirpe. |